# FUNREDES
FUNREDES (sigla de Fundación Redes y Desarrollo),  fue una organización no gubernamental, con sede en la República Dominicana, y dedicada a la difusión de las Tecnologías de la Información y la Comunicación (TIC) en los países en desarrollo, especialmente en América Latina y el Caribe.
Lo hizo en colaboración con organizaciones internacionales, ONG, Estados, administraciones e instituciones públicas o privadas, con el objetivo de contribuir al desarrollo y la integración regional.
Desde principios de los años 90, la posición de FUNREDES ha sido que “ Internet para el desarrollo” no consiste en conectar y jugar, chatear y navegar, obtener información en el extranjero, converger hacia una sola lengua, una sola cultura y un solo mercado. Por el contrario, se trata de empoderar a las personas y las comunidades, colaborar y crear redes sociales, producir contenido local y facilitar una diversidad de lenguas, culturas y opiniones. Su objetivo es la comunicación por encima de la tecnología, no lo opuesto".
Organización pionera en TIC para el desarrollo desde 1988, FUNREDES fue miembro de APC desde 2006.
Las principales áreas de actividad de FUNREDES incluyeron:
- Creación de redes nacionales de investigación y sociedad civil
- Diversidad lingüística en Internet
- Impacto social de Internet
- Comunidades virtuales
- Alfabetización digital y ética de la información

FUNREDES finalizó su existencia como ONG en mayo de 2017, sin embargo, el programa denominado Diversidad Lingüística y Cultural en Internet se mantiene y gana existencia formal independiente en 2021, manteniendo en línea también el sitio de Funredes, incluyendo la ciberoteca  del impactante proyecto MISTICA (Metodologías e Impacto Social de las TIC en América Latina)  citado en,  y  y en un artículo muy citado que refleja en gran parte la visión y los resultados del proyecto.
FUNREDES organizó, en forma de comunidad virtual, dotada de facilidades multilingues pioneras (EMEC), la reflexión colectiva y producción de documentos, tales como, para la Cumbre Mundial para la Sociedad de la Información (CMSI), o, un trabajo colectivo de la comunidad virtual de unos 500 académicos y actores de la sociedad social en el ámbito de las TICpD (Tecnologías de la Información y la Comunicación para el Desarrollo). 
FUNREDES ha sido un actor de la sociedad civil muy presente en las fases iniciales de la CMSI, reflejando sus acciones en una página dedicada (FUNREDES@CMSI).
Entre los muchos proyectos definidos y gestionados por FUNREDES, CARDICIS: Sociedad de la Información y Diversidad Cultural en el Caribe, fue uno de los más destacados, en su objetivo de ponderar la importancia de abordar la diversidad lingüística y cultural en la construcción de sociedades de la información, especialmente en el Caribe.
En relación con la diversidad lingüística en el mundo digital, FUNREDES ha sido pionero en dos frentes: 1) proveyendo métodos y serie de resultados para la medición de la proporción de lenguas en línea y 2) como uno de los primeros experimentadores y diseñadores de metodologías para la introducción de la traducción automática en conferencias electrónicas. 
FUNREDES también ha sido un promotor temprano de la importancia de incluir la alfabetización mediática e informacional en las políticas de inclusión digital, organizando talleres y conferencias para usuarios de Internet desde 1992.  y como corredactor de la declaración de Toledo sobre alfabetización informacional (2006).
Una descripción del quehacer de FUNREDES, desde 1988 a 1995, se documenta en un artículo, parte de las actas del IV Simposio de Historia de la Computación en América Latina y el Caribe (SHIALC2016, Valparaíso, 10-14/10/2016).